# Довжансько-Лисичівський залізоробний завод
Довжансько-Лисичівський залізоробний завод (угор.Dolha-Rókamezői vasgyár) — залізоробний комплекс в Україні. Був запущений в експлуатацію 16 вересня 1854 року, припинив діяльність 1927 року. Підприємства комплексу знаходились в с.Лисичово та с. Довге.  == Історія == В 1850 році, граф Шандор Телекі засновує Довжансько-Лисичівський залізоробний завод — «Dolha-Rókamezői vasgyár». В сучасному розумінні це був металургійний холдинг, до складу якого і входила лисичівська Гамора. Спочатку сировину для потреб виробництва доставляли із сусідніх комітатів. Але транспортування виявилось настільки дорогим, що завод став збитковим. Було прийнято рішення шукати залізну руду на місці виробництва. Тривалі геологорозвідувальні роботи на околицях села Довге не увінчались успіхом. Проте, невдовзі наполегливість директора заводу, Моріца Пріградні, була винагороджена сповна — на околиці сіл Білки та Ільниця знаходять значні поклади якісної залізної руди. Видобуток сировини проводився переважно відкритим способом. Залізну руду, яка надходила до Лисичева та Довгого дробили за допомогою сили води, що приводила в рух важкі молоти. Потім руду переплавляли в купольних печах на залізо, яке надалі оброблялось ковалями.  В середині XIX столітті в Австро-Угорщині виникає значний попит на вироби з чавуну. Для розуміння ролі цього матеріалу у ХІХ столітті важливо враховувати, що за своєю дешевизною та розповсюдженістю його можна порівняти з сучасними пластмасами. Внаслідок першої промислової революції у ливарній справі (поява високих доменних печей на кам'яному вугіллі) чавун став дешевим замінником дорогих металів — бронзи, латуні, нестача яких гостро відчувалась в Європі після наполеонівських війн початку століття. У зв'язку з підвищенням попиту на чавун, граф Телекі вирішує розширити виробництво та освоїти його виплавку.  У 1853 році розпочинається будівництво високої доменної печі на довжанській дільниці заводу. Піч будувалась за проєктом інженера Іоанна Мюллера та під керівництвом директора заводу Прігродні. Будівництво тривало досить довго й ускладнювалось сильними дощами, які постійно затоплювали конструкцію основи домни та систему водогону. На початку 1854 року граф Шандор Телекі бере будівництво під особистий контроль, щоб прискорити роботу. 16 вересня 1854 року під час урочистої церемонії доменна піч при залізоробному заводі була офіційно запущена в експлуатацію. Висота доменної печі складала 8,5 метрів. Вона була розрахована на щорічну виплавку від 12 до 14 тис. цнт металу. Із запуском довжанської домни, виробництва в Лисичеві та Довгому стають більш диференційованими. Довжанська частина заводу спеціалізується здебільшого на художньому литві з чавуну, а лисичівська — переважно на утилітарній продукції з металопрокату, який оброблявся в кузні.  Згодом граф Телекі віддає Довжансько-Лисичівський залізоробний завод в оренду підприємцю Едмунду Прігродні (угор. Prihradny Ödön), що займався цим виробництвом до 1899 року. Після цього аж до 1913 року підприємство орендував будапештський підприємець Дюла Сайбель (угор. Szájbely Gyula).  Відомості про об'єм та деякі деталі виробництва містяться в угорському довіднику з гірничої справи, який щорічно виходив в Будапешті впродовж 1881—1914 років. З цього джерела відомо, що у 1879 році на підприємстві було вироблено 120 тис. лопат та мотик — цифра вражаюча навіть у наш час. У 1891 році на об'єднаному підприємстві було виплавлено 9271 центнерів металу на суму 52935 флоринів. Щоб забезпечити такий обсяг виробництва, на обох частинах підприємства було задіяно в загальній кількості 29 різноманітних печей, серед яких: 1 доменна піч, 2 купольні печі, 2 конвертерні печі, 2 ковальські горни та 22 спеціальні печі для мотик та лопат.  У 1900 році на заводі працювало 305 робітників. Підприємству належали 5 будівель та 23 кар'єри з видобутку залізної руди, на яких працювало 40 робітників. Для транспортування сировини функціонувала залізниця протяжністю 2 км, на якій використовувалось близько 40 вагонеток. На кузні в цей час працювало п'ять водяних коліс потужністю вісім кінських сил. За допомогою цих коліс приводили в дію не тільки молоти, а й міхи для нагнітання повітря у залізоплавильну піч, а також механізми, що подрібнювали залізну руду. Молоти обслуговували 15 ковалів у три зміни. У них було стільки ж помічників, а також інженер, управитель, обліковець і комірник. Загалом — близько 40 працівників.  Певне уявлення про популярність продукції заводу, зокрема грубок та кухонних плит, дає перша сторінка каталогу виробів за 1907 рік. Продукція підприємства продавалася не тільки на внутрішньому ринку, але й експортувалася за кордон — до Сербії, Румунії, Угорщини. Всі безготівкові оплати за поставлену продукцію здійснювались через єдиний банк — «Escompte & Wechselbank» в Будапешті. У випадку недотримання термінів сплати замовником за поставлений товар завод нараховував пеню у розмірі 6 % від вартості. Гербові збори з фактур та накладних покупець оплачував самостійно. Таке доволі суворе ставлення до покупця має тільки одне пояснення — сприятлива кон'юнктура ринку та хороший збут. В тому ж титульному листі йдеться про ще один важливий факт, який вже стосується конструктивно-технологічного рівня виробництва. Зокрема, замовник міг придбати виріб згідно з власним кресленням або наданого взірця. Це своєю чергою свідчить про високий технічний рівень інженерів, ливарників та дизайнерів підприємства.  Складні технології виробництва на залізоробному заводі потребували кваліфікованих працівників. Щоб розв'язати цю проблему, для обслуговування заводу були запрошені німецькі фахівці з гірничої справи та металообробки. Їм надавались різні преференції, зокрема безплатне житло і земля. Більшість працівників залишилась жити в Довгому та Лисичеві навіть після закриття заводу. Тому тут і зараз зустрічаються німецькі прізвища — Шварц (Schwarz), Юнгвірт (Jungwirth), Юмбавер (Jungbauer), Реслер (Rössler), Гільперт (Hilpert), Шнельцер (Schneltzer) та ін.  Під час Першої Світової війни і до 1918 року виробництво було закрите. Після приєднання Закарпаття до Чехословаччини, завод передається товариству «Dovžansko-Lisičevské železárny a lopatárny Josef Melchner a dr.Oldrich Bukovansky». В цей період завод був модернізований та випускав вироби побутового та промислового призначення: кухонні плити, посуд, ванни, ємності для прання, литі частини для плугів, шестерні, каналізаційні люки тощо. Асортимент виробів свідчив про те, що підприємство перейшло на випуск виключно утилітарної продукції. Проте через економічні труднощі вже у 1927 році Довжансько-Лисичівський завод був закритий.  == Галерея == 

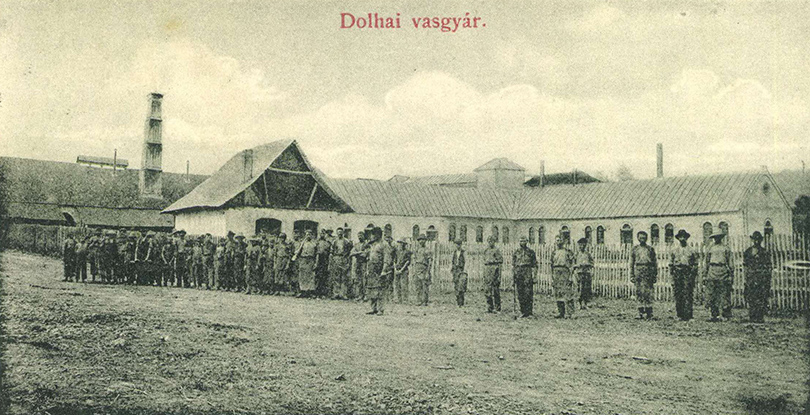
Довжанські чавунні грубки